# Ennetières-en-Weppes

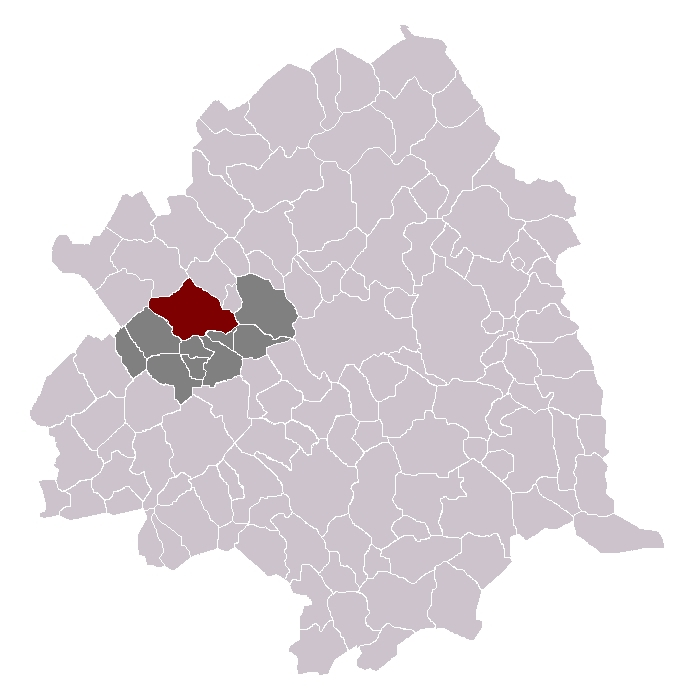
Ubicació d'Ennetières-en-Weppes dins el cantó i el districte

Ennetières-en-Weppes és un municipi francès, situat a la regió dels Alts de França, al departament del Nord. L'any 2006 tenia 1.088 habitants. Limita al nord-oest amb La Chapelle-d'Armentières, al nord-est amb Prémesques, a l'oest amb Bois-Grenier, a l'est amb Capinghem i Lomme, al sud-oest amb Radinghem-en-Weppes, al sud amb Escobecques i al sud-est amb Englos.

## Demografia
| 1962                                       | 1968  | 1975  | 1982  | 1990  | 1999  | 2006  |
| ------------------------------------------ | ----- | ----- | ----- | ----- | ----- | ----- |
| 1.003                                      | 1.012 | 1.036 | 1.093 | 1.162 | 1.126 | 1.088 |
| Des de 1962: població sense dobles comptes |       |       |       |       |       |       |

## Administració
| Període | Identitat        | Partit |
| ------- | ---------------- | ------ |
| 2001-   | Michel Courouble |        |